# هامار
هامار (Hamar) هي بلدة في محافظة هيدمارك. على ضفاف بحيرة ميوسا أكبر بحيرات مملكة النرويج. وتبلغ مساحة هامار حوالي (351 كم²)، ويبلغ عدد سكانها نحو 29847 نسمة. تمتاز البلدة ببساتين التفاح، والحرف اليديوية، وصيد الأسماك، والتجارة.

## صور

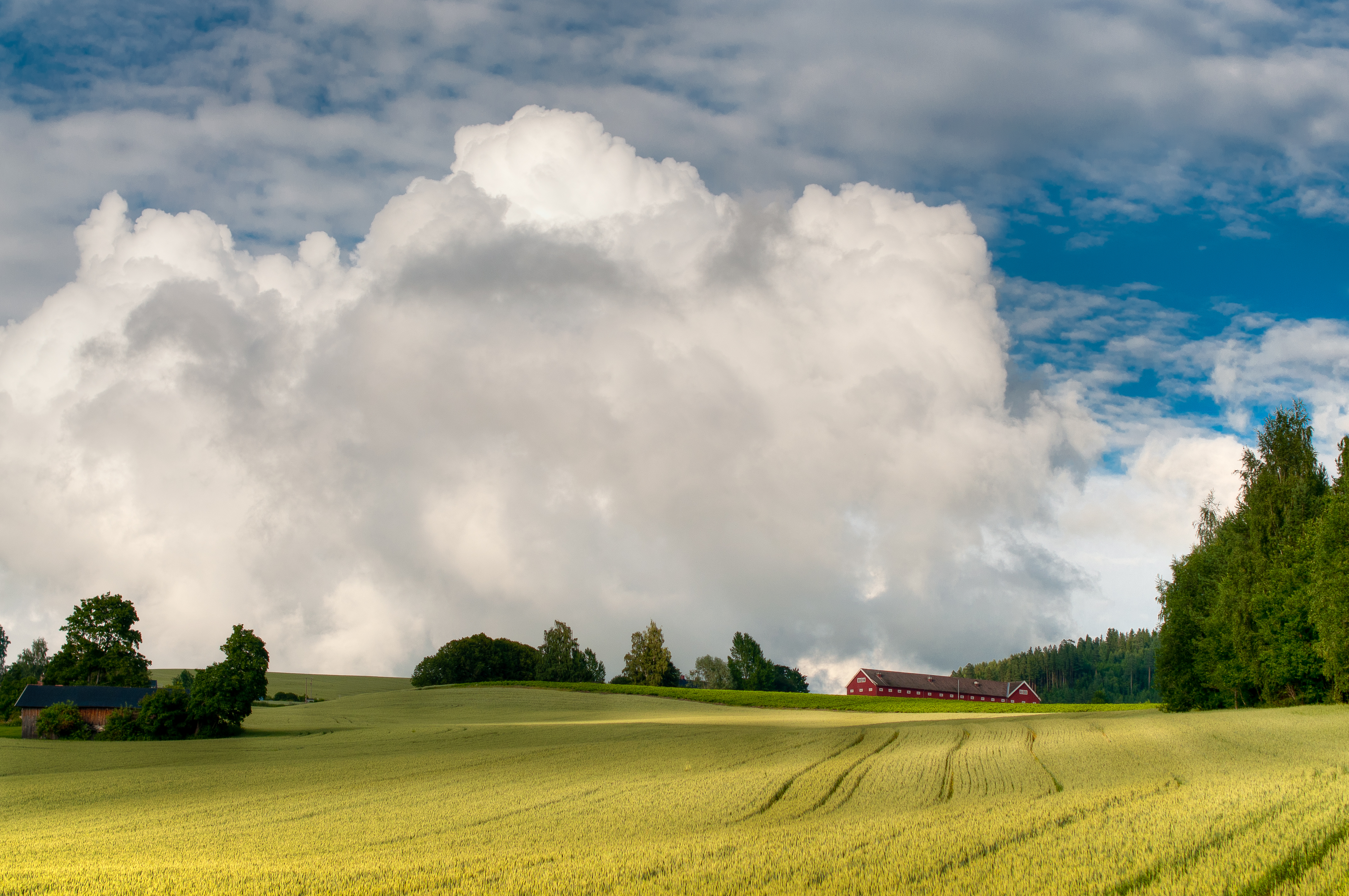
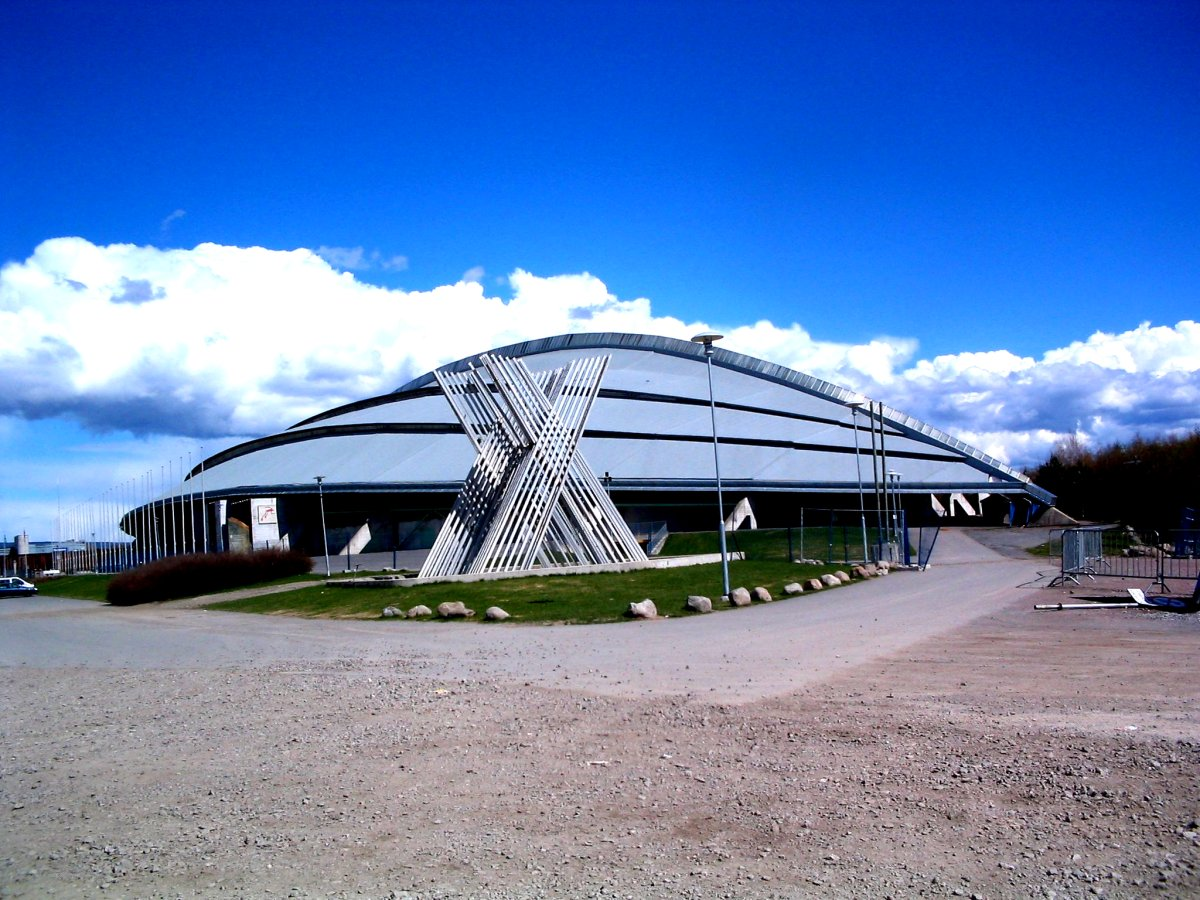
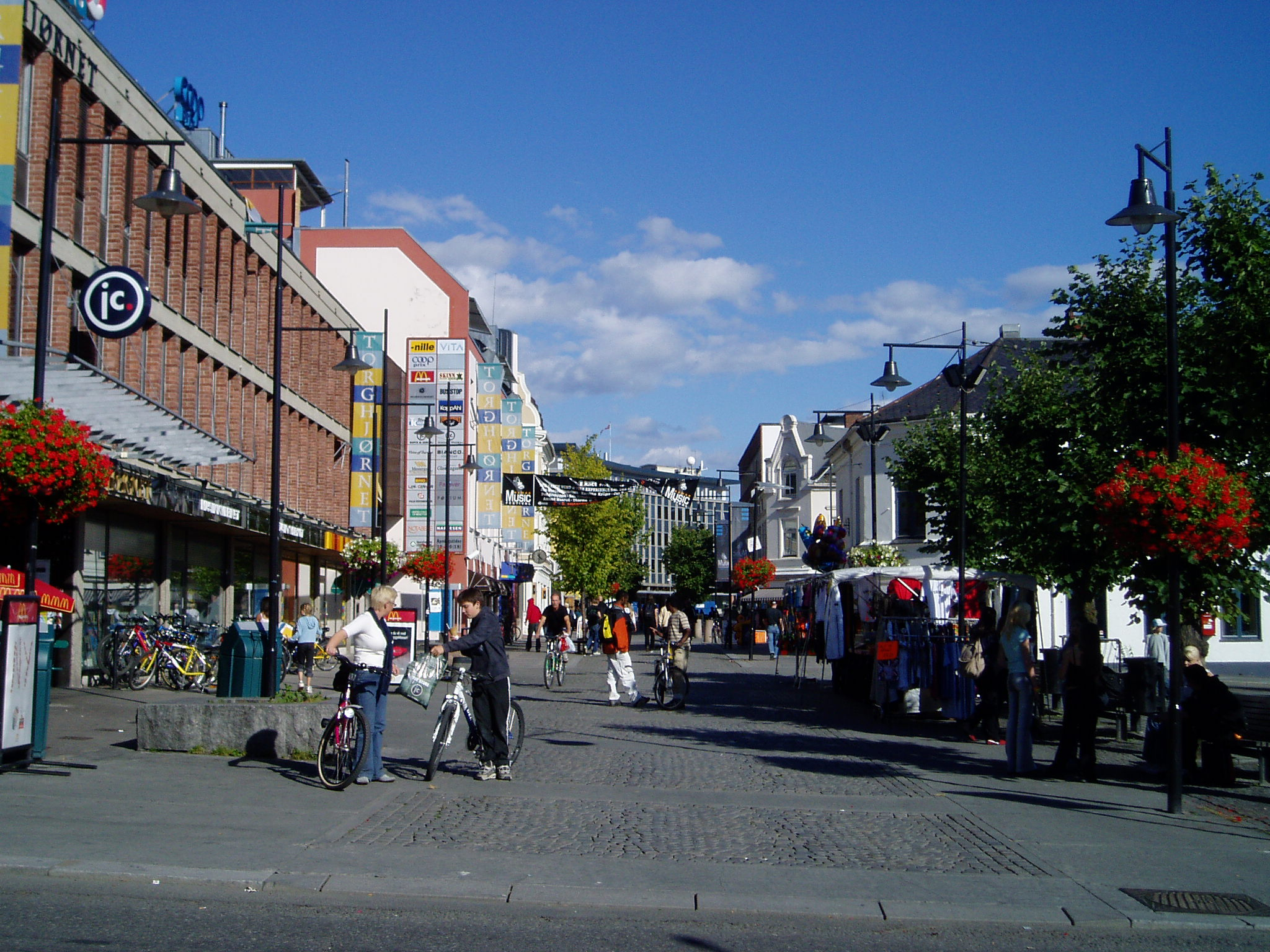

## توأمة
لهامار اتفاقيات توأمة مع كل من:
- كرمئيل
- غرايفسفالد
- خان يونس
- Lund Municipality [الإنجليزية]‏
- دالفيك

## أعلام
- ساندرا دروكر
- أوتو داهل
- غوستاف دايتريشسون
- إسبن بيرغ
- بيتر فاجان موين
- لودفيغ لارسن
- إيفار إريكسن
- دان دي لانج
- أوتو جنسن
- رولف ياكوبسن

## وصلات خارجية
- بلدية هامار (باللغة النرويجية)